# Brandon (Nowy Jork)
Brandon – miasto w Stanach Zjednoczonych, w stanie Nowy Jork, w hrabstwie Franklin.